# Amaury Bischoff
Amaury Bischoff (Colmar, 31 marzo 1987) è un calciatore francese naturalizzato portoghese, centrocampista del Sasbach.

## Carriera

### Club
Il centrocampista inizia la sua carriera giocando per il SR Colmar. Dallo Strasburgo, passò alla seconda squadra del Werder Brema nel 2005. In seguito alle sue buone performance nella seconda squadra, Bischoff si allenò con la prima squadra varie volte.
Debuttò in Coppa UEFA contro il Celta Vigo, quando sostituì il brasiliano Diego al settantaquattresimo minuto. Decise di lasciare il Werder Brema il 1º luglio 2008 dopo il rifiuto ad un allungamento contrattuale di un'altra stagione. Dopo questo rilasciò una dichiarazione in cui annunciò che il suo trasferimento nell'Arsenal era imminente.
Fu confermato il 30 luglio 2008 dall'Arsenal che Amaury aveva firmato per il club e che indosserà la maglia n°28.
Il 26 agosto 2009, il club portoghese Académica de Coimbra ha annunciato la firma da parte di Bischoff di un contratto di due anni.

### Nazionale
Amaury Bischoff ha giocato nell'Under-18 francese. Il 14 maggio 2007 ha scelto di allenarsi con l'Under-20 portoghese, e da allora gioca nella nazionale Under-21 del Portogallo.